# One Night in Rome
One Night in Rome est un film américain réalisé par Clarence G. Badger et sorti en 1924. 

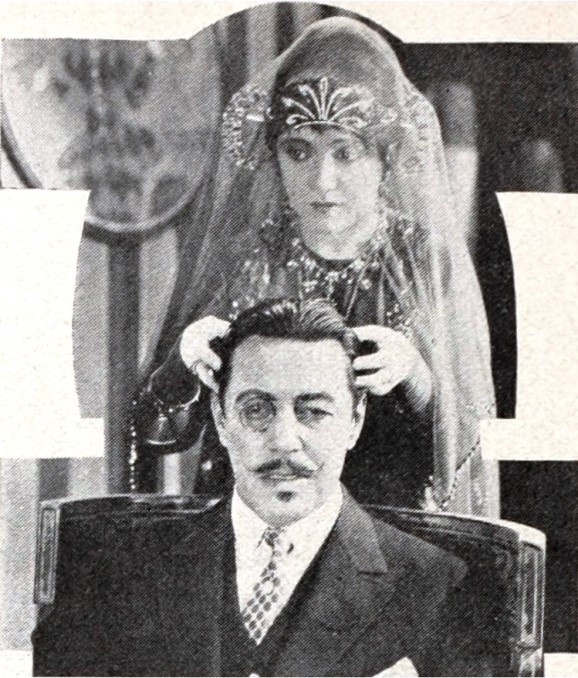

Le film est écrit par J. Hartley Manners (en) (le mari de Laurette Taylor) d'après une de ses pièces.

## Fiche technique
- Réalisation : Clarence G. Badger
- Scénario : J. Hartley Manners d'après sa propre pièce
- Lieu de tournage : Metro-Goldwyn-Mayer Studios à Culver City
- Image : Rudolph Bergquist
- Durée : 70 minutes
- Date de sortie : 29 septembre 1924

## Distribution
- Laurette Taylor : Duchess Mareno / Madame L'Enigme
- Tom Moore : Richard Oak
- Alan Hale : Duke Mareno
- William Humphrey : George Milburne
- Joseph J. Dowling : Prince Danieli
- Miss DuPont : Zephyer Redlynch
- Warner Oland : Mario Dorando
- Brandon Hurst : Comte Beetholde
- Edna Tichenor
- Ralph Yearsley